# Arno Steinwender
Arno Steinwender (* 16. listopadu 1976, Vídeň) je rakouský vývojář deskových her. Ve svém volném čase vymýšlí deskové hry, za které byl několikrát vyznamenán.[zdroj?]

## Život
Po vysokoškolském vzdělání jako učitel (aprobace matematika a fyzika na Vídeňské univerzitě Komenský) následoval vystudovanou profesi. Z původně malé databáze herních recenzí – get.to/spiele, kterou založil, se rozvinula webová stránka spieletest.at, jeden z největších informačních portálů v německy mluvících zemích zabývající se vším, co je společné s hrou.

## Cesta k vývojáři her

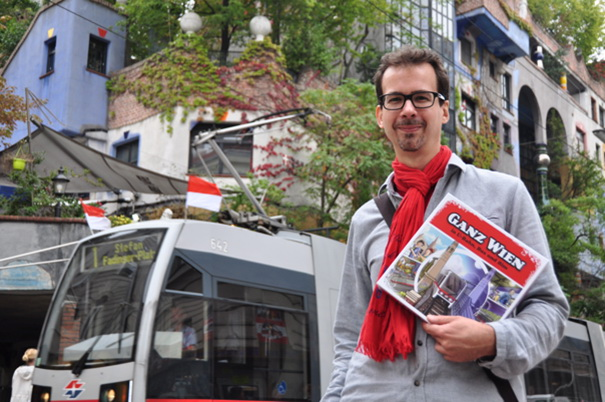
Arno Steinwender se svou hrou vytvořenou na zakázku pro Wiener Linien (2014)

Náhodně se mu podařilo navázat kontakt s vídeňskou agenturou White Castle, (Ronald Hofstätter, Anita Landgraf), se kterou od té doby úzce spolupracuje. Jeho první dílo Venga-Venga! bylo uvedeno na trh nakladatelstvím Selecta.
Jako jeden z nejúspěšnějších rakouských vývojářů deskových her vytváří ročně okolo 20 herních návrhů. Opakovaně se věnuje pracím na zakázku. Takto vznikla např. společenská desková hra pro Wiener Linien (dopravní síť ve Vídni) nebo hra o detektivovi na kole ze známé rakouské televizní série Tom Turbo.

## Vytvořené deskové hry
výběr
- 2003: Venga-Venga!  (nakladatelství Selecta, spoluautor Ronald Hofstätter; ocenění Spiel der Spiele: Hra her – herní hit pro děti 2004)
- 2004: Zappelfische (nakladatelství Ravensburger, spoluautor Ronald Hofstätter)
- 2005: Kleiner Eisbär, auf in die Sonne! (nakladatelství Schmidt Spiele, spoluautor Christoph Puhl)
- 2005: Pssst! (nakladatelství Piatnik, spoluautor Christoph Puhl)
- 2006: Sternenschweif - Sprung in die Nacht (nakladatelství Kosmos, spoluautor Christoph Puhl)
- 2006: Sheepworld - Schäfchen zählen (nakladatelství Ravensburger, spoluautor Andrea Steinhauser)
- 2007: Seesternparty (nakladatelství Noris-Spiele, spoluautor Wilfried Lepuschitz)
- 2007: Wurmsalat (nakladatelství Noris-Spiele, spoluautor Andrea Steinhauser)
- 2007: Chut! Le petit dort (nakladatelství Piatnik, spoluautor Christoph Puhl)
- 2007: Zug fährt ab! (nakladatelství Noris-Spiele, spoluautor Andrea Steinhauser)
- 2008: Deukalion (nakladatelství Hasbro, spoluautor Wilfried Lepuschitz)
- 2008: Europa-Wissen (nakladatelství Noris-Spiele, spoluautor Christoph Puhl)
- 2008: Winnie the Poo - Kubuś w Stumilowym Lesie (nakladatelství Trefl, spoluautor Ronald Hofstätter, Christoph Puhl)
- 2009: Europa-Wissen Deutschland (nakladatelství Noris, Co-Autor Christoph Puhl)
- 2009: Scooby Doo Help! (nakladatelství: Trefl, spoluautor Ronald Hofstätter, Christoph Puhl)
- 2010: Take it or leave it (nakladatelství Schmidt Spiele, spoluautor Christoph Puhl)
- 2011: Tohuwabohu – Berühmt berüchtigt (nakladatelství Ravensburger, spoluautoři Wilfried Lepuschitz, Ronald Hofstätter, Laura Di Centa)
- 2011: Tohuwabohu – Einfach tierisch (nakladatelství Ravensburger, spoluautoři Wilfried Lepuschitz, Ronald Hofstätter, Laura Di Centa)
- 2011: Wolf im Schafspelz (nakladatelství Huch! & friends, Co-Autor Wilfried Lepuschitz)
- 2011: Bahnbau Spiel B63 (spoluautor Ronald Hofstätter)
- 2011: Bremer Stadtmusikanten (nakladatelství Coppenrath Verlag, spoluautor Wilfried Lepuschitz)
- 2012: Make'n'Break Party (nakladatelství Ravensburger, spoluautor Wilfried Lepuschitz)
- 2012: Ratespaß auf Reisen (nakladatelství Ravensburger, spoluautor Ronald Hofstätter)
- 2012: Barbar und die Abenteuer von Badou – Das Kartenspiel (nakladatelství Huch! & friends, spoluautor Wilfried Lepuschitz)
- 2012: Take it or leave it (nakladatelství Gamewright, spoluautor Christoph Puhl; vyznamenáno mimo jiné take cenou Major Fun Award, Tillywig Brain Child Award a Parents' Choice Silver Honor)
- 2012: Daj gryza! (nakladatelství Trefl, Co-Autor Ronald Hofstätter)
- 2013: Professor Tempus (nakladatelství Gigamic, Vertrieb: Asmodee, spoluautor Wilfried Lepuschitz)
- 2014: Ganz Wien - mit Ubahn, Bus und Bim (na zakázku pro Wiener Linien, realizace: White Castle Games)
- 2014: Tom Turbo - Jagd auf Fritz Fantom (nakladatelství Piatnik, spoluautor Christoph Puhl)
- 2015: SOLOmino (nakladatelství Amigo, spoluautor Wilfried Lepuschitz)
- 2015: Das Expedition Natur Spiel (nakladatelství moses., spoluautor Christoph Puhl)
- 2015: Mount Pingo (nakladatelství Huch! & friends, spoluautor Christoph Puhl)
- 2016: Bataille de Polochons (Pillow Fight) (nakladatelství: Megableu, spoluautor: Thomas Daum)
- 2016: Fish Day (nakladatelství: Zvezda)
- 2017: Emoji Twist! (nakladatelství: Ravensburger)
- 2017: Das Spiel mit dem Essen (nakladatelství: Piatnik)
- 2017: desítka (Smart10 (nakladatelství: Martinex, spoluautor: Christoph Reiser; ocenění: Årets vuxenspel 2017)
- 2017: Das Rotkäppchen Duell (nakladatelství: Carletto, spoluautor: Christoph Reiser)
- 2018: #nosecrets (nakladatelství: moses., spoluautor: Markus Slawitscheck)
- 2018: (Come on) Let´s Quiz again (nakladatelství: moses.)
- 2018: Matschbirne (nakladatelství: Goliath Toys)
- 2018: Das Maß aller Dinge (nakladatelství: Gamefactory, spoluautor: Christoph Puhl)
- 2019: Quiz IT (nakladatelství: rudy games)
- 2020: Starlink (nakladatelství: Blue Orange Games, spoluautor: Markus Slawitscheck)
- 2020: CloudAge (nakladatelství: dlp games, Nanox Games, Capstone Games, spoluautor: Alexander Pfister)
- 2021: QUIZscape (nakladatelství: moses.)
- 2021: Smart 10 Family (nakladatelství: Piatnik, spoluautor: Christoph Reiser)
- 2022: Activity Chaos (nakladatelství: Piatnik, spoluautor: Wilfried Lepuschitz)
- 2022: Die magischen Schlüssel (#오키도키 원정대, Magic Keys, Clefs Magiques) (nakladatelství: Happy Baobab, Blackrock Games, Game Factory, spoluautor: Markus Slawitscheck); ocenění: Kinderspiel des Jahres 2024
- 2023: Wortwerk (nakladatelství: moses.)
- 2024: Arbolito (nakladatelství: Lifestyle Games)
- 2024: Scope (nakladatelství: Martinex, spoluautor: Paul Schulz))
- 2024: Desítka Olympijské hry (nakladatelství: Mindok, spoluautor: Christoph Reiser))
- 2025: Nichts als die Wahrheit (nakladatelství: Huch!, spoluautor: Paul Schulz))
- 2025: Criss Cross Categories (nakladatelství: Moses., spoluautor: Ara Karapetyan))
- 2025: Quiz Challenge Europa (nakladatelství: Haba, spoluautor: Paul Schulz))
- 2025: Smart 10 – Red Light Edition (nakladatelství: Martinex, spoluautor: Christoph Reiser))
- 2025: Bei dir piept’s wohl! (nakladatelství: EMF, spoluautor: Wilfried Lepuschitz))